# McAfee
McAfee, LLC. es una compañía de software especializada en seguridad informática cuya sede se encuentra en Santa Clara, California. Su producto más conocido es su antivirus.

## Historia
La empresa fue fundada en 1987 con el nombre de McAfee Associates, en honor a su fundador, John McAfee. En 1997, como consecuencia de la fusión entre McAfee Associates y Network General, el nombre fue reemplazado por el de Network Associates. En 2004 la compañía sufrió una profunda reestructuración. Durante la primavera de ese año, la filial Magic Solutions fue vendida a Remedy, una subsidiaria de BMC Software. Durante el verano, la filial Sniffer Technologies siguió el mismo camino, siendo adquirida por la firma llamada Network General (el mismo nombre del propietario original). Asimismo, la compañía volvió a cambiar el nombre a McAfee para reflejar su política centrada en tecnologías relacionadas con la seguridad.
Entre las empresas que ha comprado o vendido McAfee se encuentra Trusted Information Systems, la cual se encargó del desarrollo del Firewall Toolkit, que fueron los cimientos de software libre para el software comercial Gauntlet Firewall, más tarde vendido a Secure Computing Corporation. A consecuencia del control sobre TIS Labs/NAI Labs/Network Associates Laboratories/McAfee Research, la influencia de Network Associates en el mundo del software de código abierto fue bastante alta, llegando a producir partes de diversos sistemas operativos como Linux, FreeBSD o Darwin, así como varias aportaciones al servidor de nombres BIND y al protocolo.
El 9 de junio de 1998, Network Associates acordó la adquisición de Dr Solomon's Group P.L.C., empresa líder en Europa en el desarrollo de software antivirus.
El 2 de abril de 2003, se hicieron con IntruVert Networks, empresa dedicada al desarrollo de tecnología de prevención de ataques de intrusión.
El 5 de abril de 2006, McAfee se anticipó a Symantec en la compra de SiteAdvisor, un servicio que advierte a los usuarios sobre los riesgos de malware o spam al descargar software o rellenar formularios.

## Derechos de nombre
Antiguamente, McAfee poseía los derechos de imagen sobre el Oakland-Alameda County Coliseum, estadio del equipo de béisbol Oakland Athletics con sede en Oakland, California. Entre 1998 y 2004, el estadio recibió el nombre de Network Associates Coliseum, y entre 2004 y 2008, McAfee Coliseum.

## Controversia
El 4 de enero de 2006 la U.S. Securities and Exchange Commission archivó un juicio contra McAfee por manipulación de sus cuentas de beneficios entre 1998 y 2000, que habrían conducido a un fraude contra los posibles inversores. El juicio se saldó con una multa de 50 millones de dólares a McAfee, la cual no confesó haber actuado de forma incorrecta.

## Adquisición por parte de Intel
El 19 de agosto de 2010, Intel, el mayor fabricante mundial de microchips, anunció la compra de McAfee. Al mismo tiempo McAfee ya había anunciado la inversión en empresas especializadas a su vez en seguridad de dispositivos móviles, como tenCube y Trust Digital, pese a haber obtenido bajos resultados en el último trimestre. La adquisición anunciada por Intel registra una operación de 7680 millones de dólares.
El 4 de abril de 2017, Intel vendió el 51 % de las acciones de la empresa a TPG, quedando así con un 49 % de participación, formando una Joint Venture.